# 굿모닝 급행버스
굿모닝 급행버스는 경기도와 서울특별시간 편리한 이동을 위하여 개설된 광역버스의 일종이다. 2016년 10월 15일부터 2개 노선이 개설되었으며, 각 노선은 아래와 같으며 2016년부터 도입되는 2층 버스의 경우 굿모닝 급행버스 도색으로 도입되었다. 2018년 이재명이 경기도지사로 취임한 이후 경기도 급행버스로 명칭이 변경되었다가 2021년 8월 1일에 전 노선이 경기도 공공버스로 편입되면서 굿모닝버스라는 브랜드는 점차 쓰이지 않게 되었다.

## 운임
| 종류            | 나이                                 | 카드 (원) | 현금 (원) |
| --------------- | ------------------------------------ | --------- | --------- |
| 굿모닝 급행버스 | 어른 (일반, 만 19세 이상)            | 2,400     | 2,500     |
| 굿모닝 급행버스 | 청소년 (중·고등학생, 만 13세 ~ 18세) | 1,920     | 2,000     |
| 굿모닝 급행버스 | 어린이 (초등학생, 만 7세 ~ 12세)     | 1,680     | 1,700     |

## 과거 운행 노선
| 노선 번호 | 운행 업체 | 운행구간          | 운행구간 | 운행구간        | 기점부 정류장 | 무정차 구간                                | 종점부 정류장                                                   | 배차 간격 (분) | 차적          | 신설 일자        | 기타 사항                                             |
| --------- | --------- | ----------------- | -------- | --------------- | --- | ------------------------------------------ | --------------------------------------------------------------- | -------------- | ------------- | ---------------- | ----------------------------------------------------- |
| G1300     | 진명여객  | 양주 (덕정역)     | ↔        | 잠실역 환승센터 | 덕정주공1단지 옥정고등학교 이편한세상11단지 이편한세상19단지 양주덕현초등학교 유승한내들9단지 민락BRT정류소 활기체육공원 | 신평화로 세종포천고속도로 강변북로         | 잠실역 환승센터                                                 | 15             | 경기도 양주시 | 2018년 4월 23일  | 2층 버스 운행                                         |
| G3007     | 용남고속  | 수원 (선일초교)   | ↔        | 강남역          | 경기도문화의전당 매탄주공4단지 법원사거리 아주대학교 월드컵경기장 경기대후문                                             | 영동고속도로 경부고속도로 용인서울고속도로 | 신논현역 양재역 양재시민의숲역                                  | 15회           | 경기도 수원시 | 2018년 1월 24일  | 2층 버스 운행 2018년 5월 직행좌석버스 3008번으로 전환 |
| G5100     | 용남고속  | 수원 (경희대학교) | ↔        | 강남역          | 살구골동아아파트 영통역 청명역 황골벽산아파트 두진아파트                                                                 | 경부고속도로                               | 신논현역 양재역 양재시민의숲역                                  | 30~420         | 경기도 수원시 | 2017년 2월 3일   | 2층 버스 운행                                         |
| G6000     | 김포운수  | 김포 (한강신도시) | ↔        | 서강대학교      | 고창마을 장기상가 가현초교 수정마을 반도유보라2차 풍경마을 한신휴더테라스                                                | 김포한강로 올림픽대로                      | 합정역 홍대입구역 신촌오거리 이화여대입구 서강대학교 신촌오거리 | 30             | 경기도 김포시 | 2016년 10월 15일 | 2층 버스 운행                                         |
| G6001     | 김포운수  | 김포 (한강신도시) | ↔        | 여의도환승센터  | 고창마을 장기상가 가현초교 수정마을 전원마을1단지 모담마을                                                               | 김포한강로 올림픽대로                      | 당산역                                                          | 30             | 경기도 김포시 | 2017년 1월 31일  | 2020년 3월 1일 직행좌석버스로 전환 및 노선 변경       |
| G7111     | 신성교통  | 파주 (운정신도시) | ↔        | 서울역 (YTN)    | 청암초교 운정광역보건지소 지산중학교 해솔 6.7단지 해솔 1단지 새암공원                                                    | 제2자유로 수색로 성산로 (중앙차로)         | 디지털미디어시티역 연세대학교 이대후문 광화문역 신한은행 시청역 | 30~120         | 경기도 파주시 | 2015년 11월 14일 | 2층 버스 운행                                         |
| G7426     | 파주여객  | 파주 (운정신도시) | ↔        | 양재역          | 가람 3.4단지 한길육교 야당역 한빛 4.8단지 한빛3.6단지 새암공원                                                           | 자유로 강변북로 올림픽대로 한남대교        | 신사역 논현역 신논현역 강남역 뱅뱅사거리                        | 20~25          | 경기도 파주시 | 2018년 3월 9일   |                                                       |
| G7625     | 파주여객  | 파주 (운정신도시) | ↔        | 여의도역        | 가람 3.4단지 한길육교 운정행복센터 해솔 2.5단지 산내 11단지 새암공원                                                     | 자유로 강변북로 성산대교                   | 당산역 국회의사당역 증권거래소 KBS 별관 대한지적공사            | 25~30          | 경기도 파주시 | 2018년 3월 9일   |                                                       |
| G8110     | 대원버스  | 성남 (정자역)     | ↔        | 종각역          | 수내역 서현역 이매촌 한신A 판교역                                                                                        | 경부고속도로 한남대교                      | 서울백병원 우리은행 종로지점 삼일교 남대문세무서                | 6~15           | 경기도 성남시 | 2015년 5월 11일  |                                                       |

## 개별 노선에 관한 정보

#### G1300번
이 노선은 2018년 4월 23일에 개통된 노선으로 당초 직행좌석버스 노선으로 추진 했으나 준공영제가 지연되면서 경기도에서 보조금 지급이 가능한 굿모닝 급행버스로 변경되었다. 세종포천고속도로 개통 이래 두 번째로 이용하는 노선으로 신설 시 경기도 북부 연고지로 하는 최초의 굿모닝 급행버스 노선이자 양주시 면허 최초의 한강 이남 연계 직행좌석버스이자 의정부시 최초의 잠실역 노선이다.

#### G3007번
이 노선은 2018년 1월 24일 직행좌석버스 3007번의 급행 및 2층 버스 전용으로 개통한 노선으로 평일 출근 시간대에 5회, 퇴근 시간대에 10회 운행한다. 개통 초기에는 3007번과 달리 우만동을 미경유하였으나 2018년 1월 30일 우만동을 경유하게 되어 3007번과 경로가 동일하게 되었다. 수원종합버스터미널의 2층 버스 진입 문제로 수원터미널에 진입 정차하지 않으며, 수원 지역은 3007번과 달리 한정된 정류장만 정차, 서울 지역은 3007번이 시민의숲에서 강남역까지 강남대로를 왕복 경유하는 것과 달리 신논현역부터 시민의숲까지 편도로 경유한다. 2018년 5월부로 3008번으로 전환되어 수원 지역의 정류소를 모두 정차하게 되었다.

#### G5100번
이 노선은 2017년 2월 3일 직행좌석버스 5100번 급행 노선으로 개통한 노선으로 평일 출퇴근 시간대에 운행한다. 개통 초기 1대로 운행 했으나 2017년 11월 8일에 추가로 증차되면서 현재는 4대로 운행하고 있다. 전 차량 2층 버스로 운행하고 있다.

#### G6000번
이 노선은 2016년 10월 15일에 개통한 노선으로 4대의 2층 버스가 운행하고 있다.

#### G6001번
이 노선은 2017년 1월 31일에 개통한 노선으로 2017년 10월 10일, 장기동 구간이 일부 변경되었다. 2020년 3월 1일부로 경기도 공공버스에 편입되면서 직행좌석버스로 전환되어 김포 지역 일부 구간 및 당산역 ~ 여의도환승센터 구간이 단축되었다.

#### G7111번
이 노선은 2015년 11월 14일에 간선급행버스 8880번 노선 인가가 변경되면서 직행좌석버스 7111번으로 변경과 동시에 11월 16일에 개통되었다. 2017년 3월 28일부터 2층 버스가 도입되었고 전 차량이 2층 버스로 교체되면서 굿모닝 급행버스로 전환되었다. 광역급행버스 M7111번 노선과 동일하며 평일 출퇴근 시간대에 운행 했으나 2018년 5월부터 평일 평시에 운행으로 변경과 동시에 1대가 증차되었다.

#### G7426번
이 노선은 2013년 12월 23일 개통한 광역급행버스 M7426번이 2018년 3월 9일 형간 전환되어 개통한 노선이다.

#### G7625번
이 노선은 2013년 12월 23일 개통한 광역급행버스 M7625번이 2018년 3월 9일 형간 전환되어 개통한 노선이다.

#### G8110번
이 노선은 2015년 5월 11일에 간선급행버스 8110번 노선으로 개통되었다. 개통 당시 굿모닝 급행버스 시범 노선으로 선정되었고 2017년 8월에 굿모닝 급행버스로 전환되었다.

## 특징
허브 앤드 스포크 방식을 취하여 거점 정류장만을 정차한다. 기존 직행좌석버스의 경우 집 앞 정류장을 출발해 도심까지 환승 없이 이어진 노선인 반면 굿모닝 급행버스의 경우 외곽 지역에 각각 거점이 되는 환승 정류소를 마련하여 거점 정류장간 빠른 이동을 위해 만들어지는 노선이다. 경기도의 경우 대부분의 노선이 중복된 직행좌석버스 노선이 상당히 많고 서울특별시 시내 주요 정류장이 과포화 되면서 심각한 교통 체증으로 직행좌석버스 노선 신설에 어려움을 겪었다.
이러한 문제를 해결하기 위해 2014년 지방선거에서 경기도지사에 출마한 남경필이 내세운 공약 중 하나로, 환승센터를 건설하고, 2분마다 경기도에서 서울특별시로 향하는 굿모닝 급행버스를 만들겠다고 공약을 걸었다.
향후 환승 주차장, 쇼핑 시설과 같은 상업 시설, 문화 시설을 결합한 복합 환승센터로 개발될 예정으로 앞으로 신설될 예정인 굿모닝 급행버스 노선에 2층 버스 도입과 좌석 예약제를 도입해 입석 없이 환승센터에서 운행하는 목적으로 계획을 추진하고 있다.
국토교통부에서 운영하는 광역급행버스와 유사하며 기점부 7.5km 내 정류장 6곳만 정차가 가능하다. 입석 없이 편하게 앉아가는 출퇴근 버스를 목표로 신설되었기 때문에 전 노선 좌석제로 운영한다.

## 사진

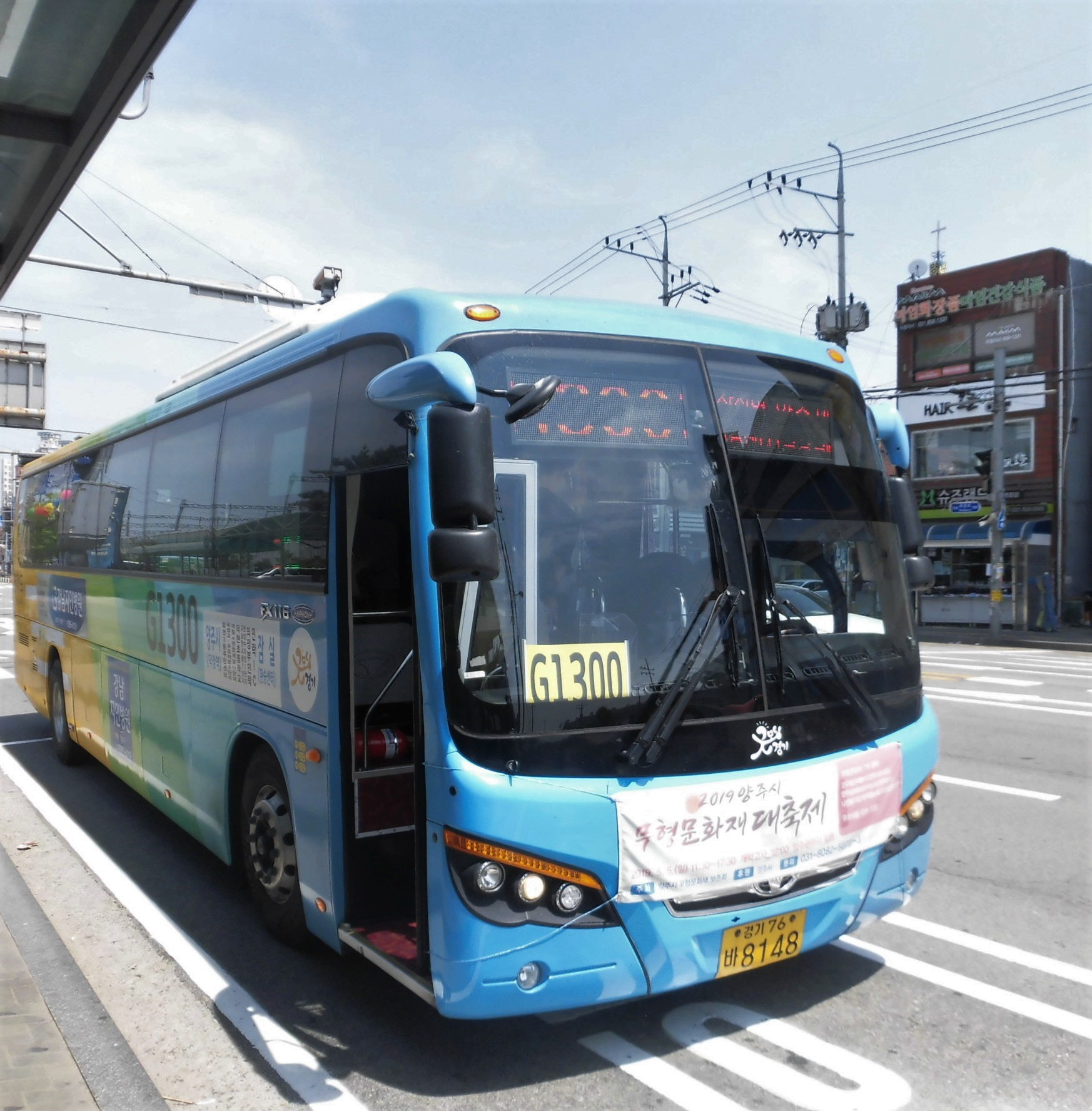
굿모닝 급행버스 G1300번
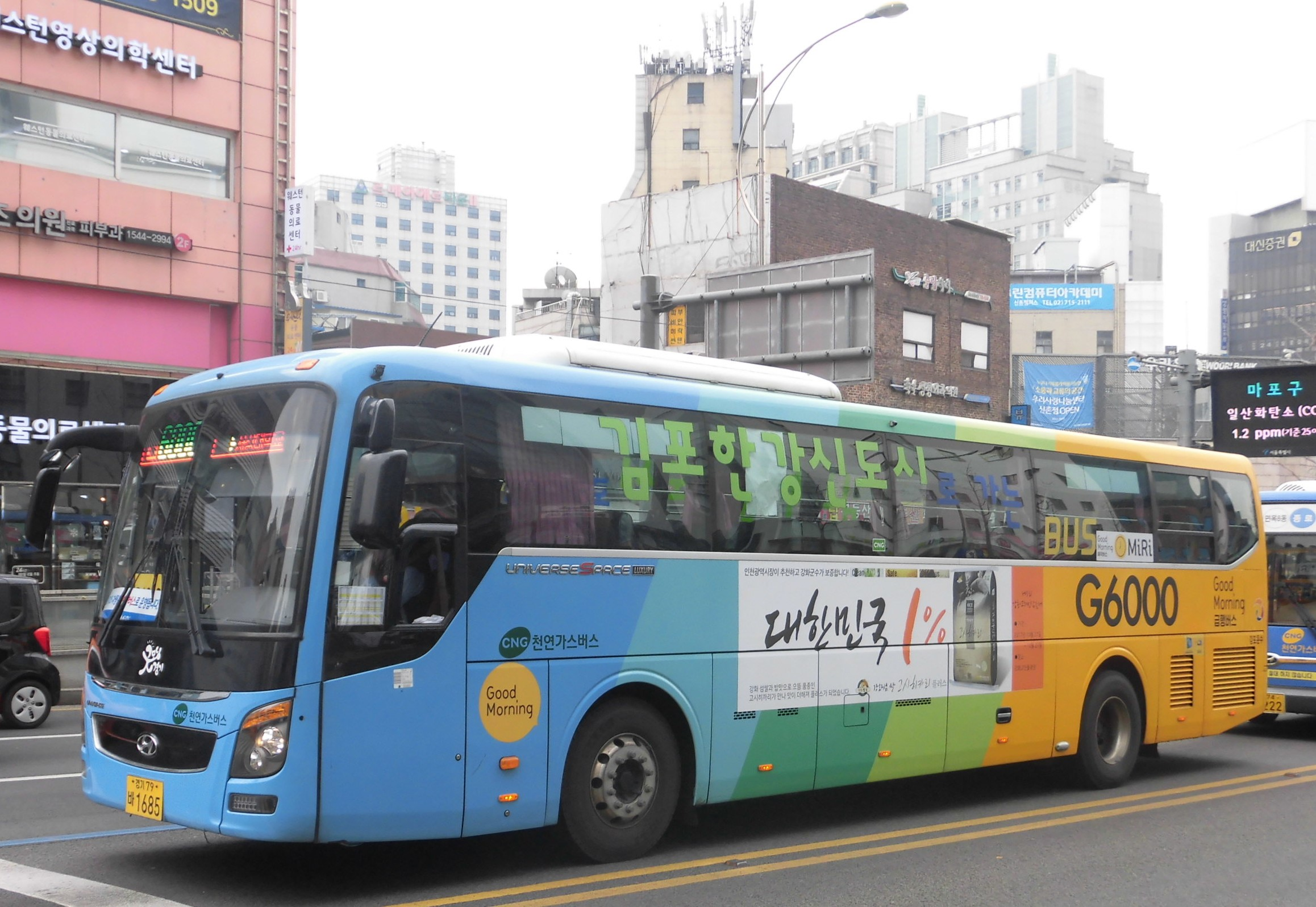
굿모닝 급행버스 G6000번
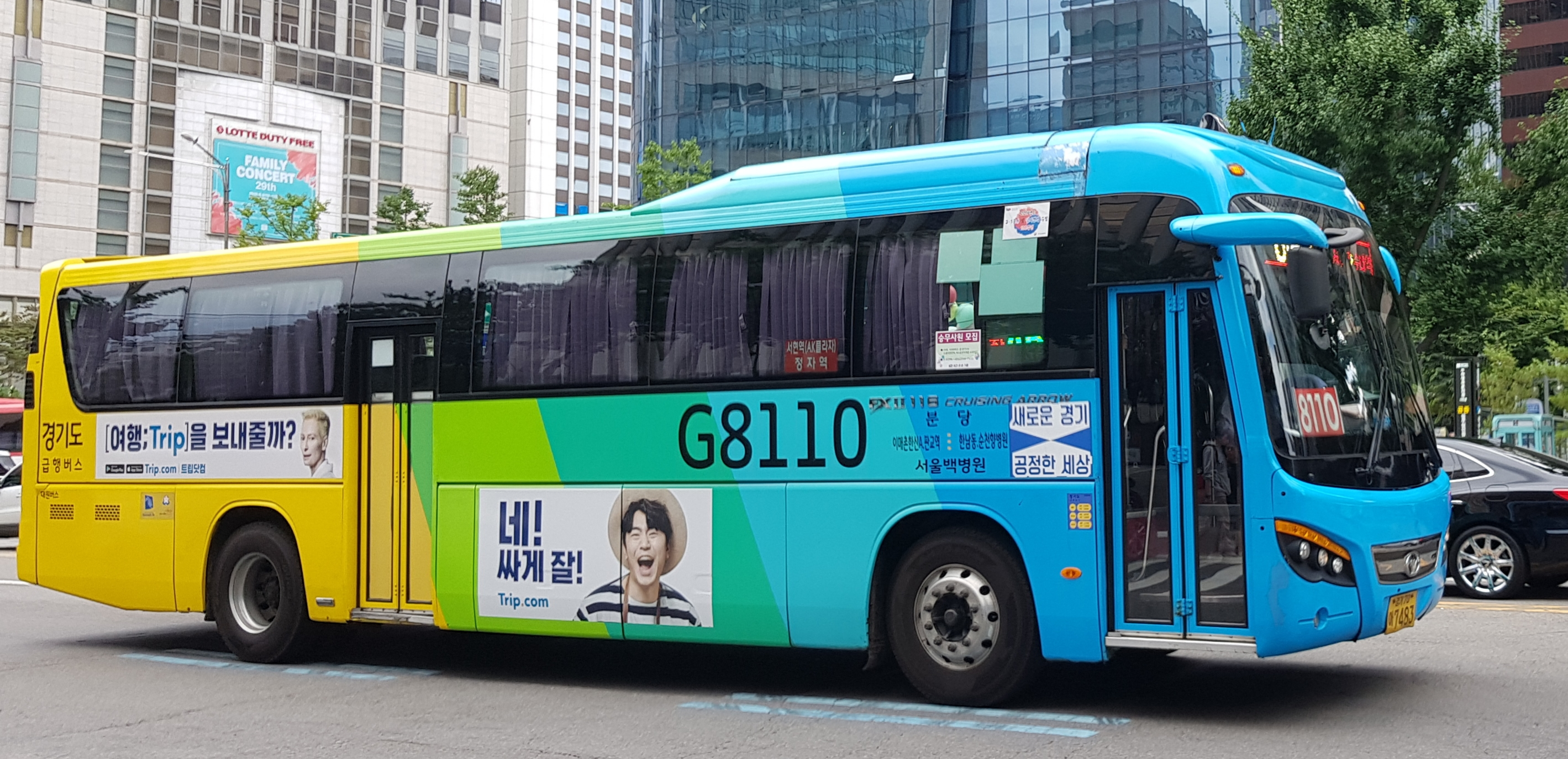
굿모닝 급행버스 G8110번